# Майк Майърс
Майк Майърс (на английски: Mike Myers) е канадски актьор, комик, сценарист и продуцент.
Известен е като Гласа на Шрек в едноименната анимационна поредица „Шрек“ и с главните си роли в трилогията „Остин Пауърс“ и филмите „Светът на Уейн“ (1992), „Светът на Уейн 2“ (1993) и „Котката с шапка“ (2003).
През 2008 година получава награди Златна малинка за Най-лош актьор и Най-лош сценарий за филма „Любовен гуру“.

## Избрана филмография
- Остин Пауърс (1996) като Остин Пауърс и Доктор Зло
- Студио 54 (1998) като Стив Рубел
- Остин Пауърс: Шпионинът любовник (1999) като Остин Пауърс, Доктор Зло и Мазен Копеле
- Шрек (2001) като Шрек (глас)
- Остин Пауърс в Златния член (2002) като Остин Пауърс, Доктор Зло, Мазен Копеле и Златния член
- Котката с шапка (2003) като Котка
- Шрек 2 (2004) като Шрек (глас)
- Шрек Трети (2007) като Шрек (глас)
- Любовен гуру (2008) като гуру Морис Питка
- Гадни копилета (2009) като немски генерал Ед Фенек
- Шрек завинаги (2010) като Шрек (глас)